# Xystrota ferruminaria
Xystrota ferruminaria är en fjärilsart som beskrevs av Philipp Christoph Zeller 1872. Xystrota ferruminaria ingår i släktet Xystrota och familjen mätare. Inga underarter finns listade i Catalogue of Life.